# Droit des contrats spéciaux en Suisse
En Suisse, le droit des contrats spéciaux est une branche du droit qui s'intéresse aux divers types de contrats. Il est prévu par la deuxième partie du Code des obligations (articles 184 à 551, « Des diverses espèces de contrats »).
Les contrats dont le régime est détaillé par le Code sont appelés contrats nommés ; ceux qui n'existent pas dans le CO sont appelés contrats innommés.

## Contrat d'entreprise
Le contrat d'entreprise, prévu aux articles 363 à 379 du CO, est un contrat par lequel une des parties (l’entrepreneur) s’oblige à exécuter un ouvrage, moyennant un prix que l’autre partie (le maître) s’engage à lui payer.
C'est un contrat de résultats, générateur d'obligations pour les deux parties (synallagmatique) et fait à titre onéreux.